# René Goblet

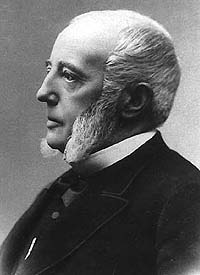
René Goblet.

René Goblet, född 26 november 1828 i Aire-sur-la-Lys, död 13 september 1905 i Paris, var en fransk politiker.
Goblet blev deputerad 1877, tog energiskt del i kampanjen mot regeringen av 16 maj och blev understatssekreterare 1879. I Charles de Freycinets regering blev han 1882 inrikesminister och befattade sig som sådan särskilt med den kommunala organisationen. Åren 1885-86 var han undervisningsminister i Henri Brissons och Freycinets regeringar, var 1886-87 regeringschef samtidigt som han innehade inrikesministerposten och var 1888-89 utrikesminister i Charles Floquets regering, och förde som sådan ömtåliga underhandlingar med Italien och Tyskland. År 1891 blev Goblet senator och direktör för La Petite république som arbetade för samförstånd mellan radikaler och socialister. Han drog sig 1898 tillbaka från det offentliga livet. Bland hans skrifter märks La révision de la constitution (1893).